# جاسبر ويلسون (كرة سلة)
جاسبر ويلسون (بالإنجليزية: Jasper Wilson)‏ مواليد 12 يوليو 1947 في كامدن، هو لاعب كرة سلة أمريكي سابق. بدأ مسيرته الاحترافية في سنة 1968. تم اختياره من قبل فريق واشنطن ويزاردز خلال الدرافت. يبلغ طوله 6 قدم 6 بوصة (2.0 م). اعتزل اللعب في 1969.

## روابط خارجية
- جاسبر ويلسون على موقع سبورتس رفرنس (الإنجليزية)
- جاسبر ويلسون على موقع ريلجم (الإنجليزية)
- جاسبر ويلسون على موقع بروبوليرز (الإنجليزية)